# بودنشتد
بودنشتد (به آلمانی: Büddenstedt) یک منطقهٔ مسکونی در آلمان است که در هلمشتدت (ناحیه) واقع شده‌است. بودنشتد ۳٬۰۲۰ نفر جمعیت دارد.